# 잠실나루역
잠실나루(수협중앙회공제보험)역(Jamsillaru(National Pederation of Fisheries Cooperatives Mutual Aid Insurance)Station, 蠶室나루(水協中央會共濟保險)驛)은 서울특별시 송파구 신천동에 있는 서울교통공사 서울 지하철 2호선의 전철역이다, 서울 지하철 2호선은 이 역부터 한양대역까지 지상 구간이다
역 주변에 성내천 하구가 있어 개통 당시의 역명은 성내역(城內驛)이었다. 그러나 역명 때문에 강동구 성내동에 있는 것으로 오인된 등 혼란이 발생하여, 2010년 5월 27일에 잠실나루역으로 개칭되었다. 이 역부터 한양대역까지 지상 구간이다.부역명은 수협중앙회공제보험이다.

## 구조
지상 2층 규모의 지상역이다. 대합실과 개찰구 등 역무 시설은 지상 1층에, 승강장은 지상 2층에 위치한다. 각 층은 계단과 엘리베이터로 연결된다. 출입구는 4곳이며, 그 외 출입구 번호가 부여되어 있지 않은, 잠실철교·한강시민공원 잠실지구 방면 보도교와 이어지는 통로가 있다.

### 승강장
2면 2선의 상대식 승강장으로, 스크린도어가 설치되어 있다. 승강장 번호는 설정되어 있지 않다.
| 강변 ↑ |
| \| 외  |
| ↓ 잠실 |

| 외선 순환 | ● 서울 지하철 2호선 | 건대입구 · 성수 · 왕십리 · 시청 방면 |
| 내선 순환 | ● 서울 지하철 2호선 | 잠실 · 삼성 · 강남 · 교대 방면       |

## 역사
- 1980년 5월 28일: 성내역으로 역명 결정[2]
- 1980년 10월 31일: 서울 지하철 2호선 신설동 ~ 종합운동장 구간 개통과 함께 영업 개시
- 2010년 5월 27일: 잠실나루역으로 변경[3]

## 역 주변
- 서울아산병원
- 잠실고등학교
- 수협중앙회 영업부
- 삼성SDS
- 장미아파트
- 파크리오아파트
- 미성아파트
- 진주아파트
- 크로바아파트
- 한강공원 광나루지구

## 이용객 변동
| 노선  | 노선   | 일평균 인원수 (명/일) | 일평균 인원수 (명/일) | 일평균 인원수 (명/일) | 일평균 인원수 (명/일) | 일평균 인원수 (명/일) | 일평균 인원수 (명/일) | 일평균 인원수 (명/일) | 일평균 인원수 (명/일) | 일평균 인원수 (명/일) | 일평균 인원수 (명/일) | 각주  |
| 노선  | 노선   | 2000년                | 2001년                | 2002년                | 2003년                | 2004년                | 2005년                | 2006년                | 2007년                | 2008년                | 2009년                | 각주  |
| ----- | ------ | --------------------- | --------------------- | --------------------- | --------------------- | --------------------- | --------------------- | --------------------- | --------------------- | --------------------- | --------------------- | ----- |
| 2호선 | 승차   | 21,194                | 21,808                | 21,556                | 20,056                | 16,285                | 15,227                | 15,732                | 15,833                | 16,529                | 20,034                | [ 4 ] |
| 2호선 | 하차   | 20,120                | 20,453                | 20,345                | 19,127                | 15,858                | 14,752                | 15,219                | 15,174                | 16,382                | 18,889                | [ 4 ] |
| 2호선 | 승하차 | 41,314                | 42,261                | 41,901                | 39,182                | 32,142                | 29,979                | 30,951                | 31,007                | 32,910                | 38,923                | [ 4 ] |
| 노선  | 노선   | 2010년                | 2011년                | 2012년                | 2013년                | 2014년                | 2015년                |                       |                       |                       |                       | [ 4 ] |
| 2호선 | 승차   | 19,434                | 19,316                | 18,923                | 18,879                | 19,026                | 18,291                |                       |                       |                       |                       | [ 4 ] |
| 2호선 | 하차   | 18,268                | 18,262                | 17,903                | 17,904                | 18,212                | 17,531                |                       |                       |                       |                       | [ 4 ] |
| 2호선 | 승하차 | 37,702                | 37,578                | 36,826                | 36,783                | 37,237                | 35,823                |                       |                       |                       |                       | [ 4 ] |

## 사진

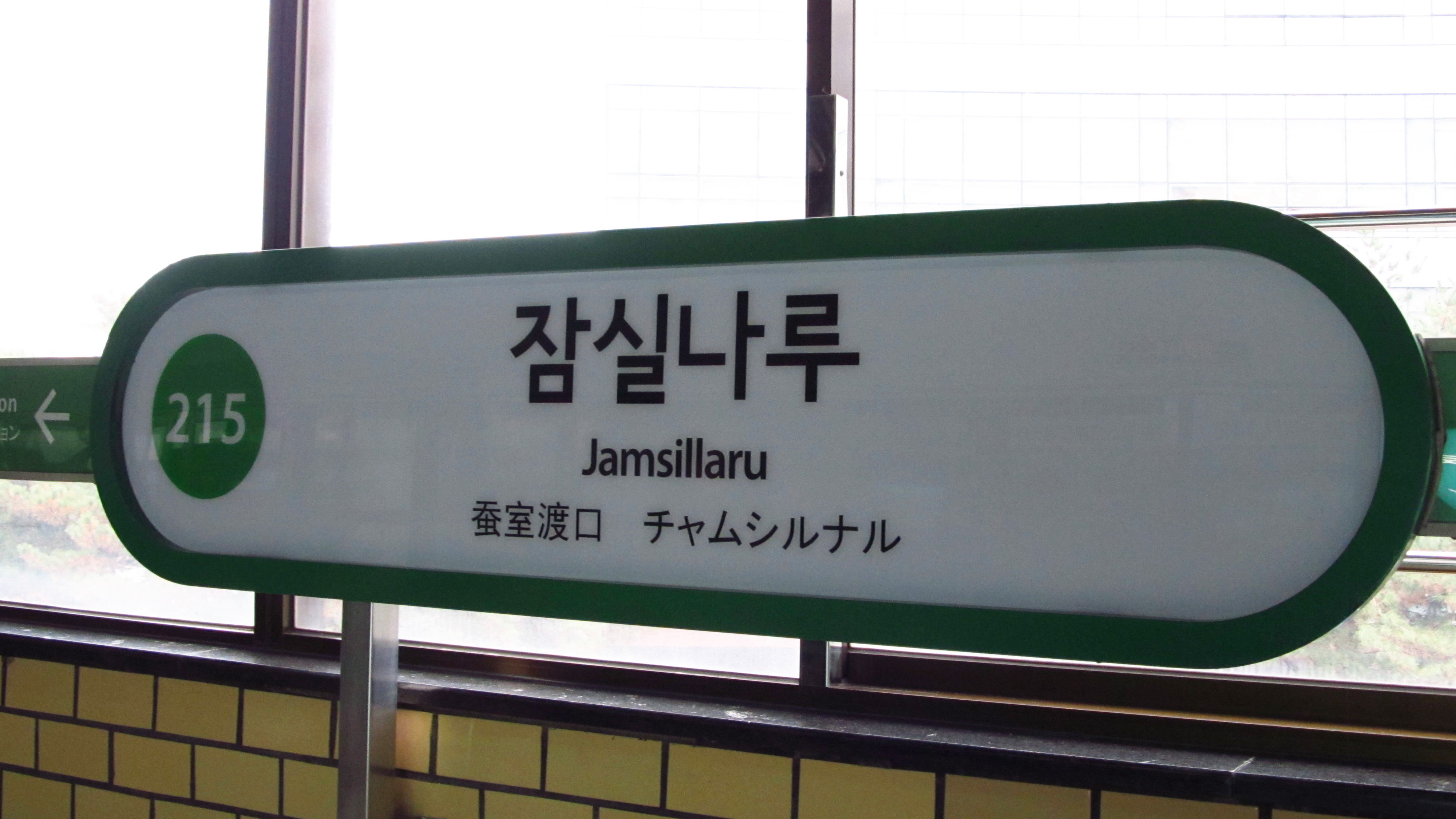
역명판
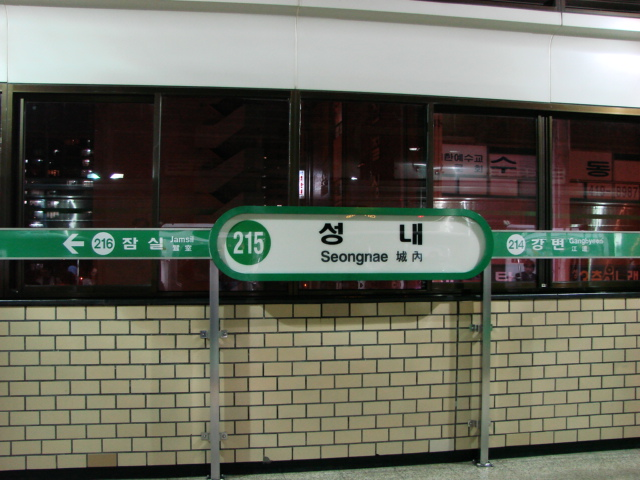
성내역이었을 때의 역명판
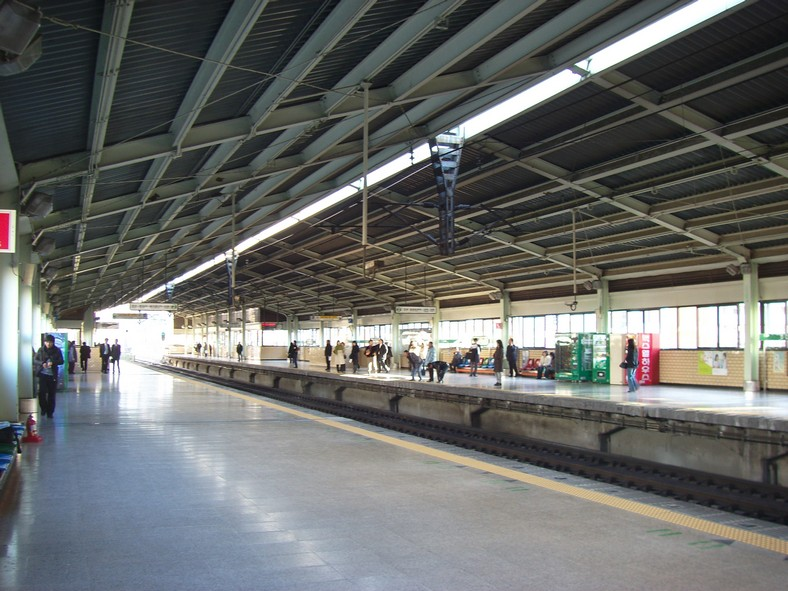
스크린도어 설치 전 승강장 (2007년 12월 5일)
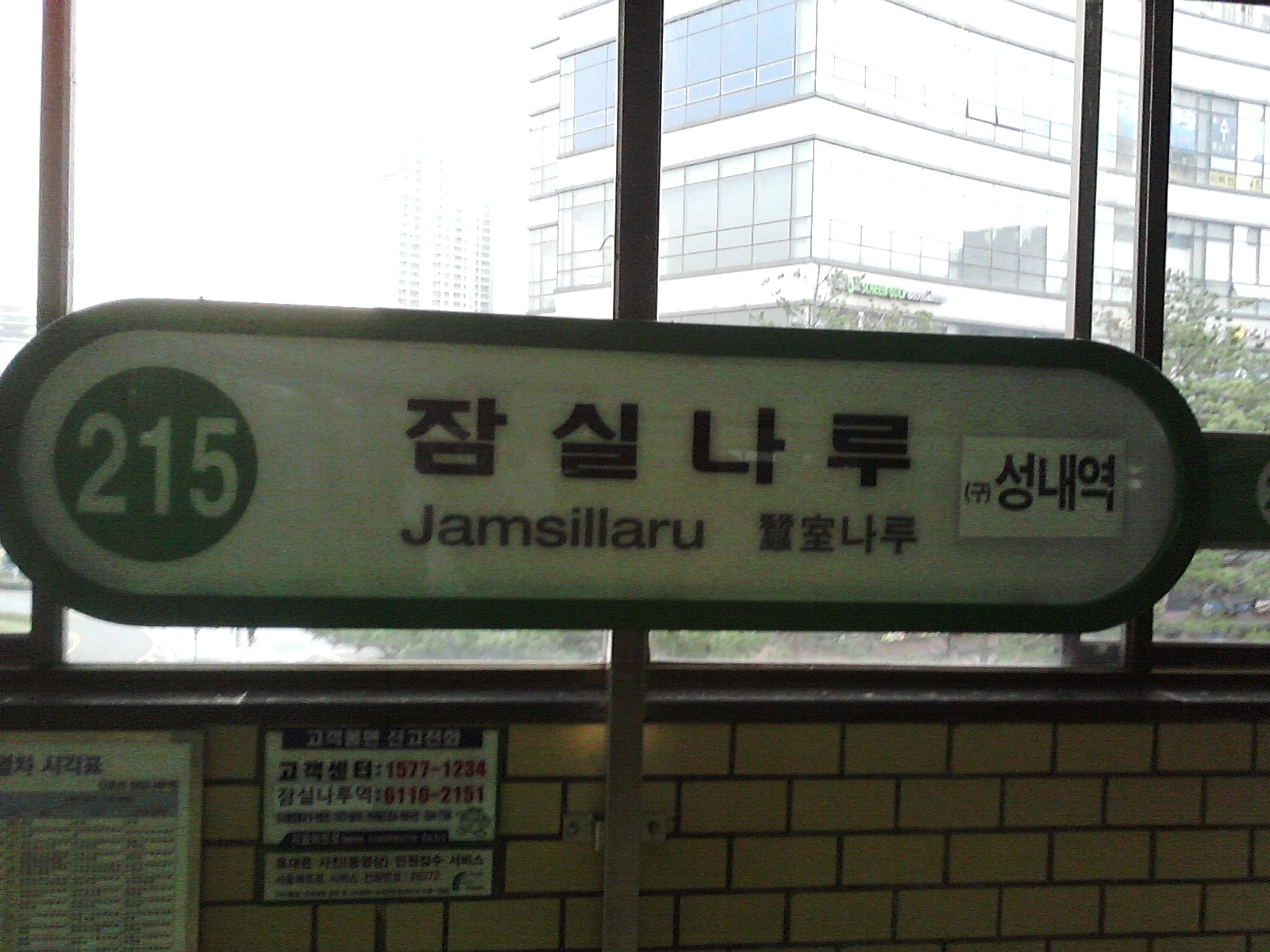
개명이후 역명판, 구 역명이 병기된 적이 있었다.
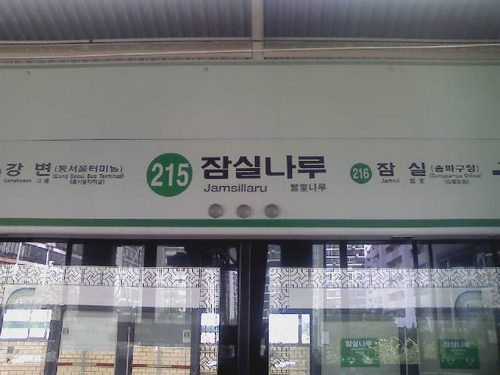
스크린도어 역명판
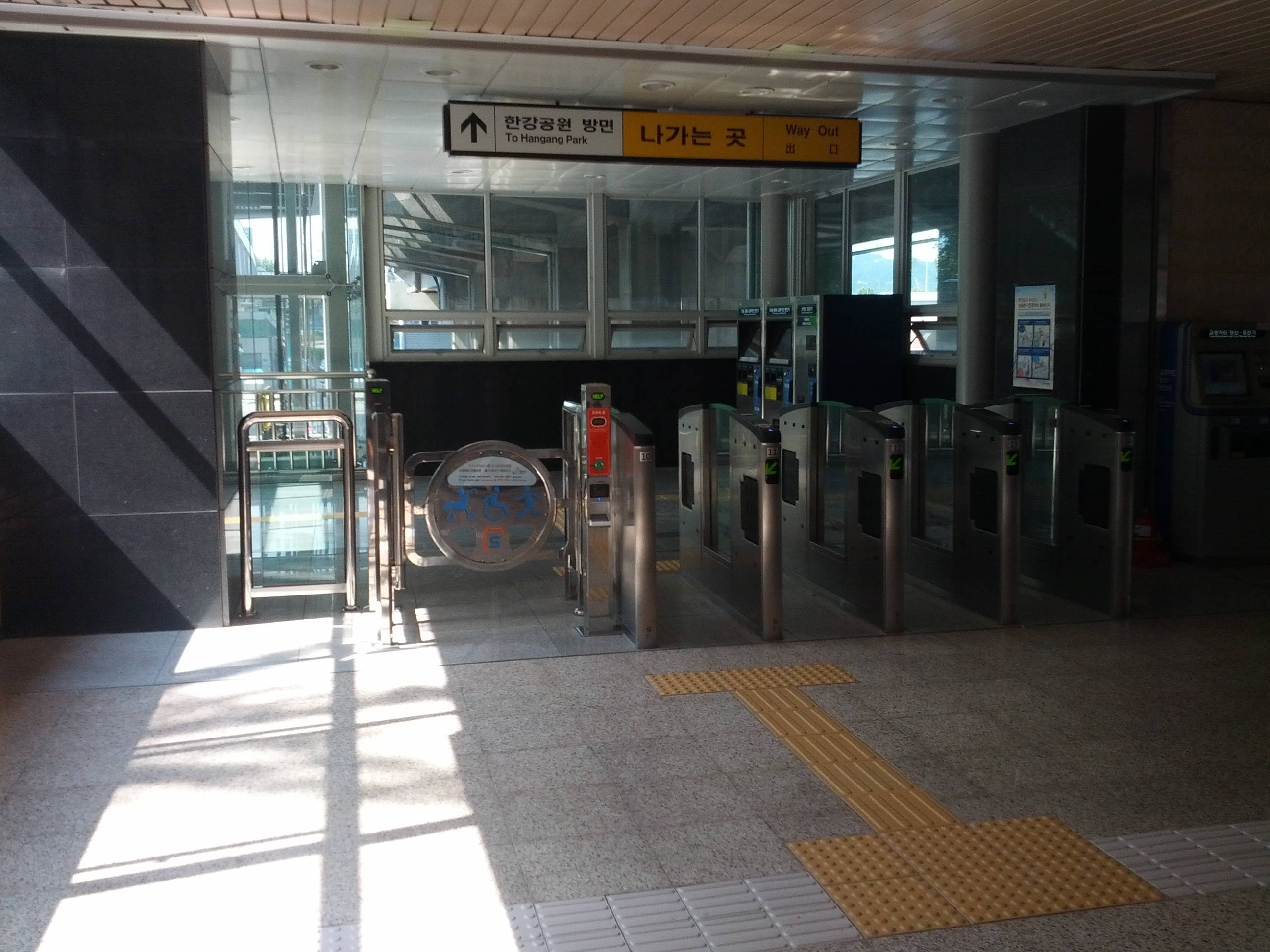
한강시민공원 방향 개찰구
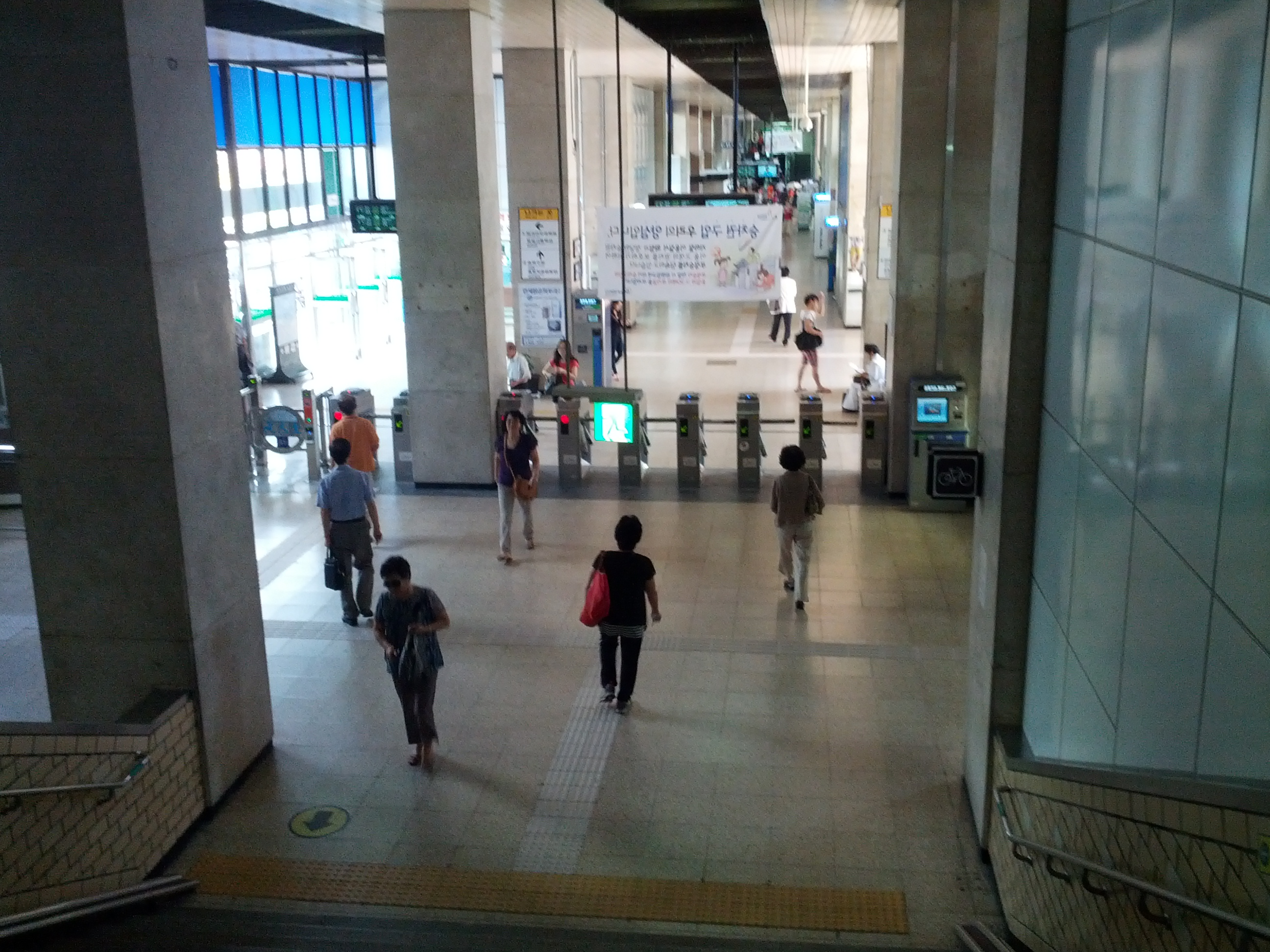
대합실

## 사고
- 2013년 11월 23일 6시 30분경, 잠실나루역 내부 아리따움 화장품 가게에서 전기 합선으로 추정되는 화재가 발생하여 약 한 시간 동안 열차가 무정차 통과하였으나 인명피해는 없었다.[5]

## 인접한 역
| 서울 지하철 2호선 을지로순환선 | 서울 지하철 2호선 을지로순환선 | 서울 지하철 2호선 을지로순환선 |
| ------------------------------ | ------------------------------ | ------------------------------ |
| 214 강변 외선 순환             | ● 서울 지하철 2호선            | 216 잠실 내선 순환             |